# Partecipanti al Tour de France 1967
Qui di seguito viene riportato l'elenco dei partecipanti al Tour de France 1967.

## Corridori per squadra
Nota: R ritirato, NP non partito, FT fuori tempo massimo, SQ squalificato.
| Francia     | Francia                | Francia     | Italia                | Italia                   | Italia                | Primavera         | Primavera              | Primavera         |
| ----------- | ---------------------- | ----------- | --------------------- | ------------------------ | --------------------- | ----------------- | ---------------------- | ----------------- |
| 1           | Lucien Aimar           | 6º          | 51                    | Carlo Chiappano          | FT 8ª                 | 101               | Franco Balmamion       | 3º                |
| 2           | Édouard Delberghe      | 83º         | 52                    | Ugo Colombo              | 34º                   | 102               | Marino Basso           | 64º               |
| 3           | André Foucher          | 46º         | 53                    | Luciano Dalla Bona       | 65º                   | 103               | Franco Bodrero         | 15º               |
| 4           | Jean-Pierre Genet      | 88º         | 54                    | Adriano Durante          | 80º                   | 104               | Claudio Michelotto     | 61º               |
| 5           | Paul Lemeteyer         | 78º         | 55                    | Giancarlo Ferretti       | 68º                   | 105               | Guido Neri             | R 11ª             |
| 6           | Anatole Novak          | FT 8ª       | 56                    | Felice Gimondi           | 7º                    | 106               | Giancarlo Polidori     | 22º               |
| 7           | Roger Pingeon          | 1º          | 57                    | Mario Minieri            | 87º                   | 107               | Ambrogio Portalupi     | 58º               |
| 8           | Raymond Poulidor       | 9º          | 58                    | Marcello Mugnaini        | R 13ª                 | 108               | Pietro Scandelli       | 44º               |
| 9           | Raymond Riotte         | 72º         | 59                    | Roberto Poggiali         | 27º                   | 109               | Remo Stefanoni         | R 6ª              |
| 10          | Jean Stablinski        | 81º         | 60                    | Flaviano Vicentini       | 32º                   | 110               | Guerrino Tosello       | R 11ª             |
| Germania    | Germania               | Germania    | Paesi Bassi           | Paesi Bassi              | Paesi Bassi           | Bleuets de France | Bleuets de France      | Bleuets de France |
| 11          | Winfried Boelke        | R 8ª        | 61                    | Jo de Roo                | 76º                   | 111               | Georges Chappe         | 37º               |
| 12          | Peter Glemser          | R 12ª       | 62                    | Cees Haast               | 14º                   | 112               | Fernand Etter          | FT 16ª            |
| 13          | Hans Junkermann        | 11º         | 63                    | Huub Harings             | 75º                   | 113               | Guy Ignolin            | FT 16ª            |
| 14          | Karl-Heinz Kunde       | R 2ª        | 64                    | Jan Janssen              | 5º                    | 114               | Maurice Izier          | 40º               |
| 15          | Horst Oldenburg        | FT 2ª       | 65                    | Gerben Karstens          | 30º                   | 115               | Désiré Letort          | 4º                |
| 16          | Wilfried Peffgen       | R 13ª       | 66                    | Bas Maliepaard           | FT 16ª                | 116               | Roger Milliot          | 66º               |
| 17          | Dieter Puschel         | R 17ª       | 67                    | Henk Nijdam              | SQ 2ª                 | 117               | Henri Rabaute          | 21º               |
| 18          | Dieter Wiedemann       | 52º         | 68                    | Wim Schepers             | 25º                   | 118               | Christian Raymond      | 57º               |
| 19          | Herbert Wilde          | 63º         | 69                    | Jos van der Vleuten      | 67º                   | 119               | José Samyn             | 17º               |
| 20          | Rolf Wolfshohl         | 31º         | 70                    | Huub Zilverberg          | 71º                   | 120               | André Zimmermann       | R 8ª              |
| Belgio      | Belgio                 | Belgio      | Svizzera/ Lussemburgo | Svizzera/ Lussemburgo    | Svizzera/ Lussemburgo | Coqs de France    | Coqs de France         | Coqs de France    |
| 21          | Frans Brands           | 13º         | 71                    | René Binggeli            | 55º                   | 121               | Henry Anglade          | R 6ª              |
| 22          | Jozef Huysmans         | 8º          | 72                    | Francis Blanc            | 86º                   | 122               | André Bayssière        | 19º               |
| 23          | Willy Monty            | 12º         | 73                    | Rodolf Hauser            | FT 8ª                 | 123               | Jacques Cadiou         | R 8ª              |
| 24          | Willy Planckaert       | FT 8ª       | 74                    | Bernard Vifian           | 73º                   | 124               | Raymond Delisle        | 26º               |
| 25          | Jozef Spruyt           | 47º         | 75                    | Louis Pfenninger         | 70º                   | 125               | Jean Dumont            | 38º               |
| 26          | Georges Vandenberghe   | 45º         | 76                    | Alfred Rüegg             | 35º                   | 126               | Michel Grain           | 39º               |
| 27          | Martin Vandenbossche   | 59º         | 77                    | Johny Schleck            | 20º                   | 127               | Georges Groussard      | FT 8ª             |
| 28          | Rik Van Looy           | R 7ª        | 78                    | Edy Schutz               | R 17ª                 | 128               | Jean-Claude Lebaube    | 23º               |
| 29          | Willy Van Neste        | R 11ª       | 79                    | Willy Spühler            | 79º                   | 129               | Raymond Mastrotto      | 36º               |
| 30          | Herman Van Springel    | 24º         | 80                    | Karl Brand               | 82º                   | 130               | Jean-Claude Theillière | 29º               |
| Spagna      | Spagna                 | Spagna      | Diables Rouges        | Diables Rouges           | Diables Rouges        |                   |                        |                   |
| 31          | Jaime Alomar           | R 12ª       | 81                    | Walter Godefroot         | 60º                   |                   |                        |                   |
| 32          | Mariano Díaz           | R 18ª       | 82                    | Paul In 't Ven           | 43º                   |                   |                        |                   |
| 33          | José María Errandonea  | R 3ª        | 83                    | Willy In 't Ven          | 51º                   |                   |                        |                   |
| 34          | Ginés García           | 18º         | 84                    | Michel Jacquemin         | 77º                   |                   |                        |                   |
| 35          | Julio Jiménez          | 2º          | 85                    | Jean Monteyne            | 53º                   |                   |                        |                   |
| 36          | José Manuel López      | 33º         | 86                    | Guido Reybrouck          | 42º                   |                   |                        |                   |
| 37          | Luis Otaño             | R 17ª       | 87                    | Roger Swerts             | 54º                   |                   |                        |                   |
| 38          | Ramón Sáez             | 85º         | 88                    | Noël Van Clooster        | 16º                   |                   |                        |                   |
| 39          | Luis Pedro Santamarina | 49º         | 89                    | Bernard Van De Kerckhove | FT 8ª                 |                   |                        |                   |
| 40          | Valentín Uriona        | R 13ª       | 90                    | Victor Van Schil         | 28º                   |                   |                        |                   |
| Regno Unito | Regno Unito            | Regno Unito | Esperanza             | Esperanza                | Esperanza             |                   |                        |                   |
| 41          | Peter Chisman          | R 2ª        | 91                    | Jesús Aranzabal          | 50º                   |                   |                        |                   |
| 42          | Vic Denson             | R 17ª       | 92                    | Eduardo Castelló         | R 16ª                 |                   |                        |                   |
| 43          | Peter Hill             | R 5ª        | 93                    | Ventura Díaz             | 41º                   |                   |                        |                   |
| 44          | Albert Hitchen         | R 2ª        | 94                    | Sebastián Elorza         | R 13ª                 |                   |                        |                   |
| 45          | Barry Hoban            | 62º         | 95                    | José Ramón Goyeneche     | R 13ª                 |                   |                        |                   |
| 46          | Bill Lawrie            | FT 7ª       | 96                    | Ángel Ibáñez             | 48º                   |                   |                        |                   |
| 47          | Colin Lewis            | 84º         | 97                    | José Manuel Lasa         | 74º                   |                   |                        |                   |
| 48          | Arthur Metcalfe        | 69º         | 98                    | Fernando Manzaneque      | 10º                   |                   |                        |                   |
| 49          | Tom Simpson            | R 13ª       | 99                    | Jorge Marine             | 56º                   |                   |                        |                   |
| 50          | Michael Wright         | R 11ª       | 100                   | Ramón Mendiburu          | R 17ª                 |                   |                        |                   |